# Сергеј Ахромејев
Сергеј Фјодорович Ахромејев (рус. Серге́й Фёдорович Ахроме́ев; Виндреј, 5. мај 1923 — Москва, 24. август 1991) био је руски официр, Херој Совјетског Савеза (1982) и Маршал Совјетског Савеза (1983).

## Биографија
Ахромејев је ступио у Црвену армију 1940. Током Великог отаџбинског рата је био млађи официр. Истакао се службом на Лењинградском бојишту.
Од 1984. до 1988, Ахромејев је био начелник генералштаба Совјетских оружаних снага. У том својству је био значајно умешан у разгооре који су довели до краја Хладног рата. Међутим, он је био све више и више незадовољан Горбачовљевим приступом реформама војске, и дао је оставку на ту дужност.
Разлог његове оставке је било Горбачовљево инсистирање на демонтирању најновије и најпрецизније балистичке ракете у Совјетској војсци — Р-400 Ока, по одредбама Споразума о нуклеарним снагама средњег домета.
У марту 1990. је постављен за саветника председника Совјетског Савеза за војна питања.
Током Августовског пуча 1991, Ахромејев се вратио са одмора у Сочију како би понудио помоћ вођама пуча. Мада није учествовао у пучу, након његовог неуспеха Ахромејев је починио самоубиство у својој канцеларији у Кремљу, обесивши се конопцем за завесе. Осим поруке породици, оставио је поруку у којој је објаснио објаснио разлоге свог самоубиства:
Не могу да живим када моја отаџбина умире а све шта је било смисао мог живота се распада. Године и живот који сам живео ми дају за право да напустим овај живот. Борио сам се до краја. Ахромејев. 24. август 1991.
Убрзо након смрти, гроб му је вандализован и са његовог леша је скинута униформа у којој је сахрањен. Починиоци никад нису нађени, и није сигурно да ли је мотив било скрнављење, или се радило о крадљивцима гробова.